# Tasnádbajom
Tasnádbajom (Boianu Mare), település Romániában, Bihar megyében.

## Fekvése
Tasnádtól délnyugatra, Margittától északkeletre, Úsztató, Oláhcsaholy és Csekenye közt fekvő település.

## Története
Tasnádbajom nevét 1358-ban Bayon néven említette először oklevél.
1487-ben Bayon, 1808-ban Balyon, 1888-ban Bajon néven írták.
1359-ben Paczali Benedek és Pál birtoka, majd 1465 előtt már részbirtoka volt itt Bályoki Szilveszternek is, aki birtokrészét Dengelei Pongrácz János erdélyi vajdának zálogosította el.
1614 előtt fele Szerdahelyi Imrefi Jánosné Katalin birtoka volt, akitől hűtlenség miatt Bethlen Gábor fejedelem elvette és Kapi Andrásnak és nejének Erdélyi Borbálának adta, míg a másik felét Imrefi János fiától cserélte el.
1910-ben 1404 lakosából 253 magyar, 44 szlovák, 1010 román volt. Ebből 138 római katolikus,  1093 görögkatolikus, 144 református volt.
A trianoni békeszerződés előtt Szilágy vármegye Tasnádi járásához tartozott.